# After Life (serie de televisión)
After Life es una serie de televisión británica de comedia dramática negra creada, producida y dirigida por Ricky Gervais, quien también es el protagonista. Se estrenó el 8 de marzo de 2019 en Netflix. La segunda temporada se estrenó el 24 de abril de 2020. La tercera temporada se estrenó el 14 de enero de 2022.

## Trama
After Life narra la vida de Tony. Su vida se vuelve patas arriba cuando su mujer muere debido a un cáncer de mama. Tony empieza a pensar en el suicidio, pero finalmente decide vivir el tiempo suficiente para castigar el mundo por la muerte de su mujer diciendo y haciendo lo que quiere; lo ve como un superpoder. Sin embargo, su plan se ve minado cuando la gente que lo rodea intenta convertirlo en una persona mejor. La serie está situada en la ciudad ficticia, Tambury, donde Tony trabaja como periodista en el periódico gratuito local, The Tambury Gazette.

## Reparto
- Ricky Gervais como Tony Johnson, responsable del diario local, el Tambury Gazette. Después de la muerte de su mujer, se deprime y empieza a pensar en el suicidio.
- Tom Basden como Matt, cuñado de Tony y jefe del Tambury Gazette.
- Tony Way como Lenny, fotógrafo del Tambury Gazette.
- Diane Morgan como Kath, empleada de publicidad del diario.
- Mandeep Dhillon como Sandy, una nueva periodista contratada por el periódico (temp. 1-2).
- Kerry Godliman como Lisa Johnson, la mujer fallecida de Tony, vista en flashbacks y vídeos caseros.
- Ashley Jensen como Emma, enfermera en la residencia del padre de Tony.
- Paul Kaye como Psychiatrist, siquiatra de Tony y Matt (temp. 1–2).
- Penelope Wilton como Anne, una viuda que conoce Tony.
- Joe Wilkinson como Pat ('Postman Pat') el cartero.
- Roisin Conaty como Daphne/"Roxy", una trabajadora sexual amiga de Tony (temp. 1–2).
- David Bradley como Ray Johnson, padre de Tony (temp. 1–2; invitado temp. 3).
- Tim Plester como Julian Kane, adicto a las drogas contratado por Matt (temp. 1).
- Michelle Greenidge como Valerie, recepcionista del Tambury Gazette's.
- David Earl como Brian Gittins, comediante (temp. 2–3; recurrente temp. 1).
- Jo Hartley como June, novia de Lenny (temp. 2–3; recurrente temp. 1).
- Ethan Lawrence como James, hijo de June (temp. 2–3; recurrente temp. 1).
- Colin Hoult como Ken Otley, gerente del local de interpretación (temp. 3; recurrente temp. 2).
- Kath Hughes como Coleen, una nueva periodista contratada por el periódico para reemplazar a Sandy (temp. 3; invitado temp.  1).

## Episodios
| Temporada | Temporada | Episodios | Estreno             |
| --------- | --------- | --------- | ------------------- |
|           | 1         | 6         | 8 de marzo de 2019  |
|           | 2         | 6         | 24 de abril de 2020 |
|           | 3         | 6         | 14 de enero de 2022 |

### Temporada 1 (2019)
| N.º en serie | N.º en temp. | Título      | Escrito y dirigido por | Fecha de emisión original |
| ------------ | ------------ | ----------- | ---------------------- | ------------------------- |
| 1            | 1            | «Episode 1» | Ricky Gervais          | 8 de marzo de 2019        |
| 2            | 2            | «Episode 2» | Ricky Gervais          | 8 de marzo de 2019        |
| 3            | 3            | «Episode 3» | Ricky Gervais          | 8 de marzo de 2019        |
| 4            | 4            | «Episode 4» | Ricky Gervais          | 8 de marzo de 2019        |
| 5            | 5            | «Episode 5» | Ricky Gervais          | 8 de marzo de 2019        |
| 6            | 6            | «Episode 6» | Ricky Gervais          | 8 de marzo de 2019        |

### Temporada 2 (2020)
| N.º en serie | N.º en temp. | Título      | Escrito y dirigido por | Fecha de emisión original |
| ------------ | ------------ | ----------- | ---------------------- | ------------------------- |
| 7            | 1            | «Episode 1» | Ricky Gervais          | 24 de abril de 2020       |
| 8            | 2            | «Episode 2» | Ricky Gervais          | 24 de abril de 2020       |
| 9            | 3            | «Episode 3» | Ricky Gervais          | 24 de abril de 2020       |
| 10           | 4            | «Episode 4» | Ricky Gervais          | 24 de abril de 2020       |
| 11           | 5            | «Episode 5» | Ricky Gervais          | 24 de abril de 2020       |
| 12           | 6            | «Episode 6» | Ricky Gervais          | 24 de abril de 2020       |

### Temporada 3 (2022)
| N.º en serie | N.º en temp. | Título      | Escrito y dirigido por | Fecha de emisión original |
| ------------ | ------------ | ----------- | ---------------------- | ------------------------- |
| 13           | 1            | «Episode 1» | Ricky Gervais          | 14 de enero de 2022       |
| 14           | 2            | «Episode 2» | Ricky Gervais          | 14 de enero de 2022       |
| 15           | 3            | «Episode 3» | Ricky Gervais          | 14 de enero de 2022       |
| 16           | 4            | «Episode 4» | Ricky Gervais          | 14 de enero de 2022       |
| 17           | 5            | «Episode 5» | Ricky Gervais          | 14 de enero de 2022       |
| 18           | 6            | «Episode 6» | Ricky Gervais          | 14 de enero de 2022       |

## Producción

### Filmación
El rodaje de la primera temporada habría empezado en julio de 2018 en Londres. La serie se rodó en Hampstead, Hemel Hemstead, Beaconsfield y Camber Sands en East Sussex.[cita requerida]